# Vaca marinera

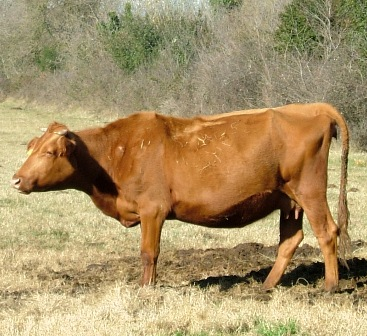
Vaca marinera recreada al Parc Natural dels Aiguamolls de l'Empordà a partir de vaques menorquines

La vaca marinera fou una raça de vaques pròpia de Catalunya i el País Valencià. La vaca marinera és un mamífer remugant molt fort i rústic. Té la capa vermella, i les banyes van cap a les galtes. És un animal que s'adapta fàcilment i té un comportament maternal. La raça marinera pròpiament dita ha desaparegut. Era la raça que utilitzaven els pagesos del litoral, sobretot a les comarques de l'Empordà, el Gironès i la Selva, com animal de força i tracció (servia per treure les barques de l'aigua i per llaurar la terra). També se n'utilitzava la llet (encara que no era gaire lletera) i la carn. Era un animal d'alta fertilitat i longevitat. El motiu de la seva desaparició fou precisament la falta d'especialització (servia per a tot però no era específica per a res) i es van anar substituint per altres animals. Per això es va anar creuant amb altres races per aconseguir vaques. Actualment està extinta, però en el Parc Natural dels Aiguamolls de l'Empordà hi ha un projecte de recuperació de la raça a partir d'exemplars de la vaca menorquina.